# Moje chůva upírka
Moje chůva upírka (v anglickém originále My Babysitter's a Vampire) je kanadský televizní seriál z roku 2011. Seriál byl premiérově vysílán 28. února 2011 na televizním kanále Teletoon.

## Obsazení

### Hlavní role
- Matthew Knight jako Ethan Morgan
- Vanessa Morgan jako Sarah
- Atticus Mitchell jako Benny Weir
- Cameron Kennedy jako Rory
- Kate Todd jako Erica

### Vedlejší role
- Samantha Morgan (Laura DeCarteret) je matka Ethana a Jane
- Ross Morgan (Ari Cohen) je otec Ethana a Jane
- Babička (Joan Gregson) je Bennyho  babička
- Jane Morgan (Ella Jonas Farlinger) je Ethanova osmiletá sestra
- Ředitel Hicks (Hrant Alianak) je ředitel na Whitechapel High

## Vysílání
| Řada | Díly | Premiéra        | Premiéra          | Premiéra v ČR  | Premiéra v ČR     |
| Řada | Díly | První díl       | Poslední díl      | První díl      | Poslední díl      |
| ---- | ---- | --------------- | ----------------- | -------------- | ----------------- |
| Film | Film | 10. června 2011 | 10. června 2011   | 8. října 2011  | 8. října 2011     |
| 1    | 13   | 27. června 2011 | 19. července 2011 | 15. října 2011 | 31. prosince 2011 |
| 2    | 13   | 29. června 2012 | 5. října 2012     | 6. října 2012  | 23. prosince 2012 |